# ۱۳۳۶ (خورشیدی)
۱۳۳۶ هزار و سیصد و سی و ششمین سال هجری خورشیدی سالی عادی بود.

## رویدادها
- ۱۲ مهر: پرتاب اسپوتنیک-۱، نخستین ماهواره جهان به فضا
- پایان عملیات احداث سد شاه اسمعیل
- احداث کلیسای گاراپت مقدس
- زمین‌لرزه ۱۳۳۶ سنگچال
- زمین‌لرزه ۱۳۳۶ فارسینج
- برپاسازی مجدد مجسمه شاپور توسط ارتش
- افتتاح خط راه‌آهن تهران-مشهد
- افتتاح سرکنسولگری ایران در ژنو
- تصویب ملک سیاه کوه به عنوان نقطهٔ پایانی مرز مشترک ایران و پاکستان
- تأسیس دانشگاه علوم پزشکی جندی‌شاپور اهواز
- تأسیس شهرستان شمیرانات
- تأسیس مرکز آموزشی شماره ۱ ارتش

## زادروزها
- ۱ فروردین - حمید چیت‌چیان، وزیر نیرو
- ۱۰ اردیبهشت - آتیلا پسیانی، بازیگر
- ۱۷ اردیبهشت - حبیب‌الله صادقی، نقاش
- ۲۷ اردیبهشت - عباس معروفی، نویسنده، نمایشنامه‌نویس و روزنامه‌نگار
- ۱۳ خرداد - علی لاریجانی، سیاستمدار و رئیس مجلس
- ۱۶ خرداد - عباس آخوندی، سیاستمدار
- ۲۰ مرداد - مهرانه مهین‌ترابی، بازیگر
- ۱ شهریور - حسین خرازی ، نظامی ایرانی
- ۱۵ شهریور - علی دیواندری، کارتونیست
- ۲۵ آبان - بیژن مرتضوی، خواننده، آهنگساز و نوازنده ویولن - ملیکا مناف زاده، بازیگر، برنامه نویس، نویسنده و شناگر ایرانی
- ۲۰ دی - اسحاق جهانگیری، سیاستمدار
- ۲۴ دی - سعید امامی، از مأمورین بلندپایه وزارت اطلاعات جمهوری اسلامی ایران و از عاملین اصلی قتلهای زنجیره‌ای
- ۲۶ دی - عماد افروغ، نویسنده، جامعه‌شناس، استاد دانشگاه و سیاست‌مدار، اصولگرا
- ۲۶ دی - افسر اسدی،[۱] هنرپیشه سینما، تئاتر و تلویزیون، چهره‌پرداز و شاعر[۲]
- حیدر مصلحی - وزیر اطلاعات ایران در کابینه دوم محمود احمدی‌نژاد
- کامران دانشجو - وزیر علوم ایران در کابینه دوم محمود احمدی‌نژاد و از کودتاگران اصلی در انتخابات ریاست جمهوری ایران در سال ۱۳۸۸
- احمد بلوکیان - نمایندهٔ حوزه انتخابیه کاشمر، بردسکن، خلیل‌آباد در دورهٔ سوم و دورهٔ هفتم
- محمد اسماعیل‌نیا - نمایندهٔ حوزه انتخابیه کاشمر، بردسکن، خلیل‌آباد در دورهٔ نهم

## درگذشت‌ها
- ۲۰ اردیبهشت - مرتضی‌قلی بیات، سیاستمدار و نخست‌وزیر ایران در زمان محمدرضاشاه پهلوی.
- ۲۱ دی - دادشاه، مبارز بلوچ در زمان محمدرضاشاه پهلوی
- ۸ اسفند - محمدعلی اقبال، نماینده دوره نوزدهم مجلس شورای ملی